# Future 52
Der Massengutschiffstyp Future 52 des japanischen Schiffbauunternehmens IHI Marine United wurde in zwei Einheiten gebaut.

## Einzelheiten
Die Future-52-Baureihe wurde von IHI auf der Basis des bestehenden Typs Future 48 entworfen und 2004 und 2005 in zwei Einheiten auf der konzerneigenen Werft in Yokohama gebaut, bevor der nochmals vergrößerte Typ Future 56 2006 die Serie ablöste.
Die Schiffe sind als Handymax-Massengutschiffe mit achtern angeordneten Aufbauten ausgelegt. Sie haben fünf Laderäume mit jeweils eigener Luke, deren Lukendeckel hydraulisch betätigt werden. Zum Ladungsumschlag stehen vier mittschiffs angebrachte hydraulische Schiffskräne zur Verfügung. Der gesamte Laderaumrauminhalt beträgt bei Schüttgütern 65.181 m³ und 62.555 m³ als Ballenraum. Der Schiffstyp kann bei einem Entwurfstiefgang von 10,70 m rund 44.000 Tonnen und bei maximaler Abladung auf 12,26 m 52.050 Tonnen transportieren. Die Einheiten sind auf den Transport verschiedener Massengüter, wie zum Beispiel Getreide, Kohle, Mineralien inklusive verschiedener Gefahrgüter ausgelegt. Die Tankdecke der Laderäume ist für den Erztransport verstärkt ausgeführt. Es können darüber hinaus auch Sackgüter, Stahlprofile, -röhren und andere Massenstückgüter, jedoch keine Decksladungen transportiert werden.
Der Antrieb der Schiffe besteht aus einem Zweitakt-Dieselmotor. Der Motor ermöglicht eine Geschwindigkeit von maximal 14,7 Knoten. Es stehen mehrere Hilfsdiesel und ein Notdiesel-Generator zur Verfügung.